# Juan Suárez Barquero
Juan Suárez Barquero (Madrid, 15 de agosto de 1971) es un locutor,  guionista de radio y actor de voz español que inició su aprendizaje en Radio Vallekas de Madrid. Su trabajo se desarrolla en Radio 3 de Radio Nacional de España.

## Historial y programas
Tras un periodo autodidacta de experimentación creativa en La Luna Hiena, en las madrugadas libertarias de Radio Vallekas, fue fichado por Carlos Faraco para presentar junto a Sara Vítores un nuevo espacio despertador en Radio 3: Chichirichachi, que estuvo en antena de 1997 a 1999.
Su aportación más interesante a la radio creativa se materializó en la puesta en escena del serial fantástico Cuando Juan y Tula fueron a Siritinga, del que fue coguionista y productor, además de poner voz a su protagonista: Juan de Olarcos.
Dirige LaLiBéLuLa de Radio 3  desde 2008. Además del mencionado Chichirichachi, presentó junto a Alfredo Laín el cultural La ciudad invisible (2002-2008) tras la salida del mismo de Marta Echeverría, y ha colaborado en: El ojo de Ya Ve, 180º y La Salamandra, por ejemplo. Forma parte del cuadro de actores de los Radioteatros de RNE. Como narrador-guionista participó en la obra colectiva Trelatos. Ficcionario de Radio 3.